# Helmut Tomac
Helmut Tomac (* 1965) ist ein österreichischer Polizist und Verwaltungsjurist sowie Landespolizeidirektor Tirols. Anfang Jänner 2020 wurde bekannt, dass er Peter Goldgruber als Generalsekretär im Innenministerium unter Minister Karl Nehammer nachfolgen soll. Mit Antritt der Bundesregierung Kurz II geschah dies auch.

## Werdegang
Tomac trat im Juli 1988 in den Dienst der Bundesgendarmerie und absolvierte nach der Grundausbildung seinen Dienst in den Gendarmerieposten Kematen und Jenbach. Die Jahre 1993 und 1994 verbrachte Tomac mit seiner E1-Ausbildung zum Polizeioffizier an der Sicherheitsakademie. Danach wurde er zum Landesgendarmeriekommando Niederösterreich versetzt, wo er als Referatsleiter in der Schulungsabteilung tätig war. Bereits mit Mai 1995 kehrte in seine Heimat Tirol zurück, wo er im dortigen Landesgendarmeriekommando vom Referatsleiter über den stellvertretenden Abteilungsleiter und danach zum Abteilungsleiter aufstieg. Sein zwischenzeitlich begonnenes Jusstudium, schloss Tomac im Juli 2003 mit der Sponsion zum Mag. iur. ab, danach war er Teilnehmer am 11. Führungskräftelehrgang des Bundesministeriums für Inneres. Im Februar wechselte Tomac erneut nach Wien, wo er als Referent im Kabinett von Innenminister Günther Platter und danach Maria Fekter tätig war. Bereits im November 2008 kehrte Tomac nach Tirol zurück, wo er Nachfolger des ins Burgenland wechselnden Oskar Gallop als Landespolizeikommandant wurde. Mit der Sicherheitsbehördenreform 2012 wurde Tomac zum ersten Landespolizeidirektor Tirols bestellt. Nach Antritt der Bundesregierung Kurz II und deren Innenminister Karl Nehammer, wurde Tomac von diesem zum Generalsekretär berufen. Tomacs Nachfolger als Landespolizeidirektor wurde dessen bisheriger Stellvertreter Edelbert Kohler.
Ende September 2022 wurde seine Rückkehr als Landespolizeidirektor in Tirol bekannt. Seine Lebensgefährtin Astrid Mair wurde im Oktober 2022 Landesrätin der Landesregierung Mattle.